# 184

## Събития
- Начало на Въстанието на жълтите забрадки в Китай